# 李寧煕
李 寧煕（イ・ヨンヒ、朝鮮語: 이영희, 1931年〈昭和6年〉 - 2021年4月25日）は、東京出身の韓国人作家。万葉集は『古代韓国語』で書かれていたとする著書『もう一つの万葉集』がベストセラーとなった。

## 略歴
1931年（昭和6年）東京生まれ。本貫は慶州李氏。1944年（昭和19年）朝鮮総督府の統治下で日本の領土だった韓国に、父母と共に戻る。1948年ソウル市にある私立梨花女子中学校（6年制）の5年生の時、詩『月を転がす』で詩専門誌『竹筍』から文壇にデビュー。
1954年梨花女子大学校英文科を卒業。日刊新聞「韓国日報」に入社。政治部長、文化部長、論説委員など務め、1981年に国会議員に当選。韓日議員連盟の理事、公演倫理委員会の委員長、韓国女性文学人会の会長なども歴任した。
「大韓民国児童文学賞」「大韓民国教育文化賞」「馬海松童話賞」など受賞している。
晩年は脳梗塞などにより闘病生活を送っていた。2021年4月25日、慶尚南道南海郡の病院で死去した。

## 人物
1989年（平成元年）日本で『もう一つの万葉集』（文藝春秋）を出版。『万葉集は古代韓国語で書かれていた』として、吏読という方法で実際に読み解いてみせ、従来説を覆す主張が大きな反響を呼んだ。著書7冊100万部超え、読者2000人による後援会と会報誌『まなほ』も発足した。
朝鮮民族主義史観に基づいたように思われがちな李だが、自身について「二つの意味でまさに戦中派」であり「日本や日本人に対し比較的、偏見のない世代」である、と産経新聞の黒田勝弘ソウル支局長に語っている。
李が東京で小学生の時に「近所の悪ガキから『チョーセンジン』とからかわれた」際、親戚から大韓帝国と日本統治に至る経緯を聞いて、「自分の国が弱かったことがくやしく、悲しくて、国を取り戻さなければと思った」が「反日ということではなかった」。
1944年、日本統治下の韓国に戻ったが、「学校では日本人の先生方は立派な人が多かった」。その理由として、対日感情は「その人が置かれた環境によって違いますが」と断ったうえで、「植民地体験というのは生活ですから、悪い日本人もいたけれどもいい日本人もたくさんいた」のを実際の生活で体験したためである。
1945年、旧制高等女学校の梨花高等女学校（後の梨花女子高等学校）2年生の時に終戦の日を迎え、1950年、梨花女子大生の時に朝鮮戦争に遭っており、「苦しい時代でしたので女としては強い世代ですよ」。だから、年長者の反日世代と、年下で戦後の反日教育を受けた世代に挟まれても、日本や日本人に対し比較的、偏見を持たないとしている。
一方、李は1985年に全斗煥政権の公演倫理委員会委員長を務めはじめた時、「当為性のないエロや暴力、つまり『脱がせるための脱衣』などは一切許せない」「エロ映画を根絶させる」と放言したため、韓国の映画界には「凍った」雰囲気が漂った。映画監督のチョン・チャンファによると、李は過酷な検閲を行い、その専横な振る舞いは韓国の映画関係者を窮地に追い込んだ。チョン監督は結局韓国映画界を見限って、1996年に米国への移民を選んだ。
キリスト教徒である。

### 天皇について
1993年（平成6年）日本に滞在中に、皇太子徳仁親王（現・天皇）と小和田雅子（現・皇后）の婚約の記者会見をテレビで見ており、その感想として、「皇太子殿下のおおらかで温かな、そしてウイットに富んだ人柄にじーんとしたほど」素晴らしい男性で、雅子について「しっかりした家庭で育ったシンの強い個性的な印象」を受け、「世界を見回しても彼女のような女性はそういない」とした上で「日本の未来を担う女性だと思いました」、「本当にお似合いのカップルです」と述べている。

## 主張
李の主張は、俗に韓国起源説と呼ばれる主張と同一視されている（韓国起源説も参照）が、あくまで万葉集は韓国の古代史を抜きに語れないという視点から文化的影響を綴っただけであり、むしろ「日韓の双方には『劣等優越感』ともいうべき始末に悪い妙な心理」があり、日本人は「歴史的、文化的な韓国の影響をなかなか認めたがらず、何かというと韓国に説教したがる」一方で、韓国人は「日本にしてやられているのに日本文化の起源はすべて韓国といって優越感にひたっている」現状を指摘しただけである。なお、日韓関係を良い方向へ進める策として、「精神分析学では、この『劣等優越感』というのは原因が分かればすぐ治るのだそうですよ」としている。
- 自著『もう一つの万葉集』で「7世紀頃の万葉仮名は元々古代韓国(古朝鮮)で使われたもので、韓半島(朝鮮半島)から帰化した人々によって考案された。この仮名文字は後に韓国(朝鮮)では消えた」と主張している。
- 自著『もうひとりの写楽　海を渡ってきた李朝絵師』で「写楽は朝鮮通信使だった。そして、十返舎一九の父親もまた李朝の高官だった」などと主張している。
- 日本での読者グループ後援会発行の会報「まなほ」で、「釜石」の語源は古代朝鮮語であると主張している。

## 著書
- 『もう一つの万葉集』文藝春秋、1989年8月。ISBN 4-16-343560-3。
  - 『もう一つの万葉集』文藝春秋〈文春文庫〉、1991年7月。ISBN 4-16-753901-2。
- 『枕詞の秘密』文藝春秋、1990年4月。ISBN 4-16-344170-0。
  - 『枕詞の秘密』文藝春秋〈文春文庫〉、1992年5月。ISBN 4-16-753902-0。
- 『天武と持統　歌が明かす壬申の乱』文藝春秋、1990年10月。ISBN 4-16-344670-2。
  - 『天武と持統　歌が明かす壬申の乱』文藝春秋〈文春文庫〉、1993年3月。ISBN 4-16-753903-9。
- 『日本語の真相』文藝春秋、1991年6月。ISBN 4-16-345330-X。
  - 『日本語の真相』文藝春秋〈文春文庫〉、1994年6月。ISBN 4-16-753904-7。
- 『フシギな日本語』文藝春秋、1992年4月。ISBN 4-16-346290-2。
- 『甦える万葉集　天智暗殺の歌』文藝春秋、1993年3月。ISBN 4-16-347320-3。
- 『怕ろしき物の歌　万葉集があかす謎の七世紀』文藝春秋、1993年10月。ISBN 4-16-348020-X。
- 『もうひとりの写楽　海を渡ってきた李朝絵師』河出書房新社、1998年6月。ISBN 4-309-90277-4。

### 朝鮮語
- 이, 영희 (2001-06) (朝鮮語), 노래하는 역사 ―― 이영희의 한･일 고대사 이야기, 2, 조선일보사, ISBN 8973653148 - 翻訳タイトル：『歌う歴史 李寧煕の韓・日古代史物語』